# Mícheál Cranitch
Mícheál C. Cranitch (* 1. Dezember 1912 in Rathcormac, County Cork; † 23. November 1999) war ein irischer Politiker der Fianna Fáil.

## Biografie
Cranitch war ursprünglich Lehrer. 1969 wurde er vom Premierminister (Taoiseach) Jack Lynch zum Mitglied des Senats (Seanad Éireann) nominiert und gehörte diesem bis zu seiner Niederlagen bei den Senatswahlen 1973 an. Während dieser Zeit war er zuletzt kurzzeitig vom 3. Januar bis zum 1. Juni 1973 Cathaoirleach und damit Senatspräsident.
Im Oktober 1977 wurde er abermals zum Mitglied des Senats gewählt und vertrat in diesem bis Dezember 1982 die Interessengruppe Öffentliche Verwaltung und Sozialeinrichtungen, den sogenannten Administrative Panel. Nach seiner Niederlage bei den Senatswahlen Anfang 1983 schied er aus dem Senat aus und zog sich aus der Politik zurück.